# Караклинка
Караклинка — деревня в Муромцевском районе Омской области России. Входит в состав Рязанского сельского поселения .

## История
Основана в 1914 году. В 1928 году состояла из 16 хозяйств, основное население — русские. В составе Верхне-Вятского сельсовета Екатерининского района Тарского округа Сибирского края.

## Население
| 1926 | 2010 |
| ---- | ---- |
| 105  | ↘81  |